# Чемпионат СССР по тяжёлой атлетике 1989
64-й чемпионат СССР по тяжёлой атлетике прошёл с 1 по 5 июля 1989 года во Дворце спорта им. В. И. Ленина в городе Фрунзе (Киргизская ССР). Атлеты были разделены на 10 весовых категорий и соревновались в двоеборье (рывок и толчок).

## Медалисты
| Категория    | Золото                                     | Золото                 | Серебро                                      | Серебро                | Бронза                                          | Бронза                 |
| До 52 кг     | Маис Матевосян Вооружённые Силы (Ереван)   | 240 кг (105 + 135)     | Ахмед Будайчиев Вооружённые Силы (Хабаровск) | 237,5 кг (105 + 132,5) | Алексей Колокольцев Профсоюзы (Кемерово)        | 232,5 кг (100 + 132,5) |
| До 56 кг     | Виктор Биляк Профсоюзы (Ужгород)           | 260 кг (120 + 140)     | Руслан Дю Вооружённые Силы (Минск)           | 257,5 кг (115 + 142,5) | Сооданбек Дуйшеев Вооружённые Силы (Фрунзе)     | 250 кг (112,5 + 137,5) |
| До 60 кг     | Мухади Седаев Вооружённые Силы (Грозный)   | 305 кг (140 + 165)     | Ильфат Музафаров Профсоюзы (Луганск)         | 290 кг (125 + 165)     | Не разыграна                                    |                        |
| До 67,5 кг   | Исраел Милитосян Профсоюзы (Ленинакан)     | 340 кг (155 + 185)     | Валерий Юров «Динамо» (Москва)               | 332,5 кг (147,5 + 185) | Владимир Алёшкин Профсоюзы (Запорожье)          | 325 кг (142,5 + 182,5) |
| До 75 кг     | Фёдор Касапу «Динамо» (Кишинёв)            | 350 кг (152,5 + 197,5) | Александр Сорокин Профсоюзы (Ульяновск)      | 350 кг (157,5 + 192,5) | Владимир Кузнецов Профсоюзы (Краснодар)         | 350 кг (160 + 190)     |
| До 82,5 кг   | Сергей Ли Вооружённые Силы (Фрунзе)        | 375 кг (167,5 + 207,5) | Геннадий Меженский Профсоюзы (Луганск)       | 370 кг (165 + 205)     | Юрий Воробьёв Профсоюзы (Мыски)                 | 367,5 кг (165 + 202,5) |
| До 90 кг     | Сергей Сырцов Профсоюзы (Наманган)         | 407,5 кг (182,5 + 225) | Сергей Черненко Профсоюзы (Киев)             | 387,5 кг (175 + 212,5) | Анатолий Храпатый Вооружённые Силы (Целиноград) | 385 кг (175 + 210)     |
| До 100 кг    | Виктор Солодов Вооружённые Силы (Кемерово) | 417,5 кг (185 + 232,5) | Олег Чирицо Профсоюзы (Минск)                | 410 кг (180 + 230)     | Виктор Шевчик «Динамо» (Минск)                  | 397,5 кг (180 + 217,5) |
| До 110 кг    | Андрей Бадов «Динамо» (Фрунзе)             | 412,5 кг (185 + 227,5) | Сергей Гуняшев «Динамо» (Таганрог)           | 412,5 кг (187,5 + 225) | Сергей Карелин Вооружённые Силы (Ленинград)     | 412,5 кг (190 + 222,5) |
| Свыше 110 кг | Александр Курлович Профсоюзы (Гродно)      | 460 кг (207,5 + 252,5) | Сергей Дидык Вооружённые Силы (Винница)      | 450 кг (195 + 255)     | Леонид Тараненко Профсоюзы (Минск)              | 447,5 кг (197,5 + 250) |